# HardrijVereniging Den Haag-Westland
HardrijVereniging Den Haag-Westland (HVHW) is een schaats- en inline-skatevereniging in Den Haag en het Westland, opgericht in 1967. De thuisbaan van HVHW is De Uithof voor het schaatsen en parcours De Wollebrand voor het inline skaten (skeeleren) en de schaatszomertraining.
Het doel van de vereniging is het bevorderen van het hardrijden op de schaats. Een gedegen technisch beleid heeft door de jaren heen al vele kampioenen opgeleverd. Hier wordt door sporters van elk niveau van geprofiteerd, zowel door wedstrijdrijders als door meer recreatief ingestelde sporters.  

## Disciplines
Bij HVHW worden de volgende disciplines beoefend: 
- Langebaan
- Shorttrack
- Marathon
- Inline Skaten

## Prominente leden en oud-leden (alfabetisch)
- Ben van der Burg
- Tineke Dijkshoorn
- Dylan Hoogerwerf
- Niels Kerstholt
- Jac Orie
- Lara van Ruijven
- Jesper van Veen
- Bart Veldkamp